# De reizen van Tristan
De reizen van Tristan is een educatieve Franse stripreeks die zich afspeelt in de middeleeuwen. De serie werd bedacht en oorspronkelijk geschreven door stripauteur Jacques Martin. De serie is een spin-off van Tristan.
Elk album heeft een thema omstreeks de tijd dat de avonturen van Tristan zich afspeelden. Het album vertelt de geschiedenis met tekeningen van de situatie in het verleden, waarbij Tristan figureert. De reeks wordt uitgegeven door Casterman.
| Jaar | Titel                | Tekenaar                            | Scenarist                         | Originele titel      | Jaar |
| ---- | -------------------- | ----------------------------------- | --------------------------------- | -------------------- | ---- |
| 2008 | Les Baux de Provence | Benoît Fauviaux & Yves Plateau      | Jacques Martin                    | Les Baux de Provence | 2005 |
| 2008 | De tempeliers        | Marco Venanzi                       | Benoît Despas & Jacques Martin    | Les templiers        | 2008 |
| 2009 | Carcassonne          | Nicolas Van De Walle                | Jean-Marc Fagard & Jacques Martin | Carcassonne          | 2006 |
| 2011 | Brussel              | Nicolas Van De Walle                | Jean-Marc Fagard & Jacques Martin | Bruxelles            | 2011 |
| 2011 | Brugge               | Ferry Van Vosselen & Jacques Martin | Marc Ryckaert                     | Bruges               | 2011 |
| 2014 | Parijs               | Yves Plateau                        | Jacques Martin                    | Paris (1)            | 2006 |
| 2014 | Het Vaticaan         | Enrico Sallustio                    | Ruben Mantovani                   | Le Vatican           | 2014 |

## Enkel in het Frans verschenen
Niet alle albums zijn vertaald uit het Frans naar het Nederlands. 
| Jaar | Titel                      | Tekenaar                                       | Scenarist                                             | Uitgeverij |
| ---- | -------------------------- | ---------------------------------------------- | ----------------------------------------------------- | ---------- |
| 2006 | Haut-Koeningsbourg         | Yves Plateau                                   | Jacques Martin & Nicolas Mengus                       | Casterman  |
| 2007 | Venise                     | Enrico Sallustio                               | Jacques Martin                                        | Casterman  |
| 2007 | Strasbourg                 | Muriel Chacon                                  | Georges Foessel, Roland Oberlé & Jacques Martin       | Casterman  |
| 2008 | Gilles de Rais             | Jean Pleyers & Jacques Martin                  | Ruben Mantovani                                       | Casterman  |
| 2009 | Paris 2 - Ville Fortifiée  | Jacques Martin & Yves Plateau                  | Jacques Martin                                        | Casterman  |
| 2010 | L'Abbaye de Villers        | Yves Plateau                                   | Michel Dubuisson & Jacques Martin                     | Casterman  |
| 2012 | Le Mont-Saint-Michel       | Yves Plateau                                   | Jacques Martin                                        | Casterman  |
| 2014 | L'Abbaye de Stavelot       | Mathieu Barthélémy & Marco Venanzi             | Jacques Martin                                        | Casterman  |
| 2018 | Les chemins de Compostelle | Jacques Martin & Yves Plateau                  | Arnaud de la Croix                                    | Casterman  |
| 2019 | Le château de Malbrouck    | Olivier Weinberg, Pierre Legein & Yves Plateau | Jacques Martin, Jean-François Patricola & Marc Houver | Casterman  |